# Communauté de communes de Val de Bruxenelle
La communauté de communes de Val de Bruxenelle est une ancienne communauté de communes française, située dans le département de la Marne et la région Champagne-Ardenne.
Ses communes ont été rattachées à d'autres intercommunalités.

## Historique
Les communes de Saint-Vrain et de Vouillers, antérieurement membres de l'intercommunalité,  la quittent le 1er janvier 2013 pour rejoindre la communauté de communes de Saint-Dizier, Der et Blaise, transformée depuis en communauté d'agglomération.
Le 1er janvier 2014 :

- la commune de Favresse l'a également quitté pour rejoindre la communauté de communes Perthois-Bocage et Der.

- les deux dernières communes de Blesme et Saint-Lumier-la-Populeuse sont rattachées à la communauté de communes Saulx et Bruxenelle
En conséquence, le préfet constate la dissolution de la communauté de communes au 1er janvier 2014.

## Territoire communautaire

### Composition
La communauté de communes était composée, à l'origine,  par 5 communes, dont la principale était Blesme :
- Blesme
- Favresse
- Saint-Lumier-la-Populeuse
- Saint-Vrain
- Vouillers

### Démographie
L'intercommunalité regroupait avec ses 5 communes, moins d'un millier d'habitants :
| 1990 | 1999 | 2008 |
| ---- | ---- | ---- |
| 822  | 779  | 813  |

### Situation
Voir la limite de la Communauté sur Openstreetmap

## Fonctionnement

### Siège
Le siège de la communauté de communes était en mairie de Blesme.

### Élus
La communauté de communes était administrée par un conseil communautaire constitué de représentants de chaque commune, élus en leur sein par les conseils municipaux.

### Liste des présidents
| Période                                  | Période       | Identité         | Étiquette | Qualité                          |
| ---------------------------------------- | ------------- | ---------------- | --------- | -------------------------------- |
| Les données manquantes sont à compléter. |               |                  |           |                                  |
| ?                                        | ?             | Jacques Loiselet |           | Maire de Favresse (1989 → 2008)) |
| ?                                        | décembre 2013 | M. Claude Doyen  |           | Maire de Blesme (2008 → ))       |

### Compétences
L'intercommunalité exerçait les compétences qui lui avaient été transférées par les communes membres, conformément aux dispositions légales.

### Régime fiscal et budget
La communauté de communes percevait une fiscalité additionnelle aux impôts locaux des communes, sans FPZ (fiscalité professionnelle de zone) et sans FPE (fiscalité professionnelle sur les éoliennes).